# Rabo da Gata
Rabo da Gata é um bairro da cidade de Missão Velha, embora seja um bairro de moradores humildes, muitas autoridades da cidade já o visitaram; localizado perto do Bairro da Fé, este bairro tem casas humildes e moradores de classe monetária média e baixa; é tido como um subúrbio embora esteja ligado indiretamente com o centro da cidade de Missão Velha. Não se sabe a origem do nome deste bairro, mas dizem que é por que neste bairro nascera uma gata sem rabo; daí o nome pegou; a geografia do bairro é um tanto irregular; com buracos no chão, e grandes pedras soltas na estrada; limita-se a oeste com o Bairro da Fé e a leste com a serra que chega ao cruzeiro da cidade, neste bairro se localiza o centro comunitário União Popular Pela Vida (UPPV), bem como o Colégio Público Juvenal Rodrigues Brandão.

## OLobisomemdo Rabo da Gata
Foi neste bairro que em dezembro do ano de 2008, dizem ter surgido um lobisomem nas noites de quarta-feira e sexta-feira; o qual os moradores suspeitam que seja uma mulher que se transforma no tal lobisomem e corre pelas ruas da cidade na noite morta. Alguns moradores afirmam ter visto o tal lobisomem nas seguintes ruas; dizem que o tal bicho se transforma no "Bairro Rabo da Gata", e sai a correr as ruas da cidade, descendo pela Rua Raimundo Figueiredo Rocha, cruzando a Avenida Cel. José Dantas, descendo ou na Rua Dom Bosco (Rua Nova), ou na Rua Vicente Fechine de Páscio (Rua do Campo); dizem que quando ele desce pela Rua do Campo, ele ou vai à direção da rua criada para sair no caminho de Jamacaru e que passa em frente ao Parque de Eventos Pinheirão, ou entra na Travessa Vicente Fechine de Páscio e segue na Rua Nova até chegar a rua da Matriz. Alguns moradores dizem que já viram a tal fera, porém isso ainda não foi provado, mesmo assim quem pode saber se o tal "ser" que dizem ter visto é ou não verdade; neste mundo pode existir muitas coisas que ser humano nenhum possa imaginar.